# Национальная академия наук Кыргызской Республики
Национальная академия наук Кыргызской Республики (кирг. Кыргыз Республикасынын Улуттук Илимдер Академиясы) — высшее научное учреждение Кыргызстана. В годы Пишпек это здание было жилым домом из глины, потом разрушили и построили академию наук.

## История

### Киргизский филиал АН СССР
5 января 1943 года было принято постановление СНК СССР о создании Киргизского филиала Академии наук СССР (Кирг. фил. АН СССР).
Филиал возглавил академик К. И. Скрябин.

### АН Киргизской ССР
20 декабря 1954 года в городе Фрунзе, на базе Киргизского филиала АН СССР, была образована Академия наук Киргизской ССР (АН Кирг. ССР). Академию возглавил Иса Коноевич Ахунбаев.
В развитии науки большую роль сыграли научные станции академии:
- Тянь-Шаньская физико-географическая станция (осн. в 1948 году) — география, биология, почвоведение и др.
- Тянь-Шаньская астрономическая обсерватория (осн. в 1957 году) — астрономия, техника и пр.

К концу 1960-х годов членами Академии были 1 почётный академик, 28 действительных членов и 20 членов-корреспондентов. В системе Академии работали три отделения и 13 нии: Институт физики и математики, Институт физики и механики горных пород, Институт автоматики, Институт геологии, Институт неорганической и физической химии, Институт органической химии, Институт биохимии и физиологии, Институт биологии, Институт физиологии и экспериментальной патологии высокогорья, Институт истории, Институт философии и права, Институт языка и литературы, Институт экономики; а также отделы географии, общей тюркологии и дунгановедения, биологическая станция, ботанический сад, научная библиотека. С 1959 года издавались «Известия», выходили в свет научные труды по различным отраслям знания.
В 1975 году за заслуги в развитии советской науки АН Киргизской ССР была награждена орденом Дружбы народов.

### НАН КР

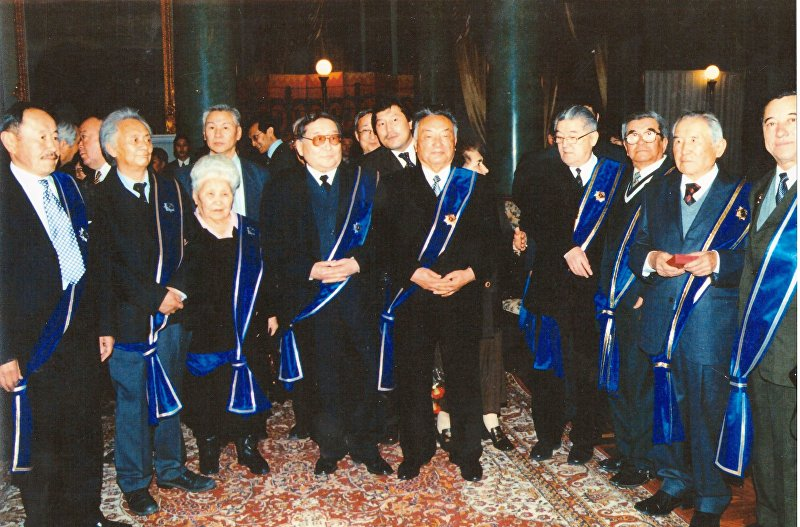
Академики НАН КР, 2003

В 1993 году Правительство Республики Кыргызстан приняло постановление (№ 386 от 18 августа 1993 г.) о преобразовании Академии наук Кыргызской Республики в Национальную академию наук Кыргызской Республики (НАН КР) и придании ей статуса высшего государственного научного учреждения.
В 2002 году был принят Закон о Национальной академии наук Кыргызской Республики.
В 2004 году в республике был отмечен 50-летний юбилей НАН КР.
В 2010 году были проведены дополнительные выборы в НАН КР — избраны 5 действительных членов (академиков) и 11 членов-корреспондентов.
В 2013 году организованы выборы президента НАН КР, избран новый состав Президиума НАН КР.
В 2014 году учреждён «Союз учёных НАН Кыргызской Республики». Власти Кыргызстана обсуждали вопрос о ликвидации Академии с передачей её функций научным организациям, министерствам и вузам. Ограничились значительным сокращением штата и ликвидацией ряда подразделений. К ноябрю 2016 года численность сотрудников Академии уменьшилась с 4000 человек до 1940 человек. Были упразднены 9 из 25 научно-исследовательских институтов. Сократили и административный аппарат — были ликвидированы должности четырёх вице-президентов Академии.
В 2021 году после 11-летнего перерыва были проведены новые дополнительные выборы — избраны 14 академиков и 35 членов-корреспондентов.

## Современный состав академии
В составе НАН КР:
- 38 действительных членов академии
- 49 членов-корреспондентов
- 8 иностранных членов (1 действительный член, 7 членов-корреспондентов).

## Структура
Высшим органом управления НАН КР является «Общее собрание НАН КР», текущие вопросы решает Президиум НАН КР.
В академии 4 отделения: ФТМиГГН, ХТМБиСХН, ГиЭН и Южное отделение, и несколько подразделений:
- Центральная научная библиотека
- Издательство «Илим[кирг.]», Журнал «Известия НАН КР» и «Доклады НАН КР»
- Технопарк
- Дом отдыха «Академия наук»
- Детский оздоровительный комплекс «Илим»
- Автотранспотрное экспедиционное предприятие (АТЭП)

## Руководство и первые академики
Первыми действительными членами Академии наук Киргизской ССР стали:
1. Алтымышбаев, Асылбек Алтмышбаевич — философия
2. Алышбаев, Джумагул Алышбаевич — экономика
3. Ахунбаев, Иса Коноевич — хирургия
4. Батманов, Игорь Алексеевич — тюркология
5. Волкова, Анна Александровна — ветеринарная микробиология
6. Джамгерчинов, Бегималы Джамгерчинович — история Киргизии
7. Дружинин, Иван Георгиевич — общая и неорганическая химия
8. Захарьев, Николай Ильич — зоотехника
9. Розова, Евдокия Александровна — сейсмология
10. Сыдыкбеков, Тугельбай — писатель
11. Токомбаев, Аалы — писатель
12. Юдахин, Константин Кузьмич — тюркология
13. Юнусалиев, Болот Мураталиевич — киргизское языкознание.

### Член-корреспондентами
1. Большаков, Михаил Николаевич — водное хозяйство
2. Вяткин, Михаил Порфирьевич — история народов СССР
3. Евтушенко, Гавриил Алексеевич — физиология растений
4. Каширин, Фёдор Тихонович — геология
5. Керимжанова, Биби Дыйканбаевна — литературоведение
6. Лущихин, Михаил Николаевич — зоотехния
7. Салиев, Азиз Абдыкасымович — философия
8. Сартбаев, Калкабай Калыкович — языкознание
9. Какиш Рыскулова — медицина
10. Кадыр Шатемиров — химия
11. Яковлев, Владимир Георгиевич — биохимия животных

Президенты Академии
- 1954—1960 Ахунбаев, Иса Коноевич
- 1960—1978 Каракеев, Курман-Гали Каракеевич
- 1978—1979 Адышев, Муса Мирзапаязович
- 1979—1987 Иманалиев, Мурзабек Иманалиевич
- 1987—1989 Лавёров, Николай Павлович
- 1989—1990 Акаев, Аскар Акаевич
- 1990—1993 Айтматов, Ильгиз Торекулович
- 1993—1997 Койчуев, Турар Койчуевич
- 1997—2007 Жеенбаев, Жаныбек Жеенбаевич[кирг.]
- 2007—2012 Жоробекова, Шарипа Жоробековна[кирг.]
- 2012—2017 Эркебаев, Абдыганы Эркебаевич
- 2017—2022 Джуматаев, Мурат Садырбекович
- 2022—н. в. Абдрахматов, Канатбек Ермекович